# Erik Söderbäck
Erik Gustaf Söderbäck, född den 19 mars 1887 i Bo församling, Örebro län, död den 4 februari 1978 i Uppsala, var en svensk kemist.
Söderbäck avlade filosofisk ämbetsexamen vid Uppsala universitet 1911 och filosofie licentiatexamen 1916. Han promoverades till filosofie doktor där 1918 och var docent i kemi 1918–1952. Söderbäck blev riddare av Nordstjärneorden 1952.